# Аль-Халідж (Сейгат)
«Аль-Халідж» (араб. نادي الخليج بسيهات) — саудівський футбольний клуб з міста Сейгат, провінція Еш-Шаркійя, заснований у 1945 році. Домашні матчі проводить на стадіоні принца Наїфа бін Абдулазіза, що вміщає 12 000 глядачів.
Окрім футболу клуб має секції з гандболу, волейболу, баскетболу, тенісу, настільного тенісу, гімнастики, легкої атлетики та ін.

## Назва
Назва клубу «Аль-Халідж» (араб. الخليج) на українську мову перекладається як «затока» і була дана клубу зважаючи на його дислокацію у місті Сейгат (провінція Еш-Шаркійя), розташованому на березі Перської затоки, яка зображена також на емблемі клубу.

## Історія
Клуб був заснований у 1945 році. «Аль-Халідж» двічі виходив у Саудівську Прем'єр-лігу, в якій потім грав в сезонах 2003/04 і 2006/07, однак, обидва рази займав у підсумку тільки останнє, 12-е місце, через що повертався назад в перший дивізіон.
У сезоні 2007/08 «Аль-Халіджу» забракло зовсім трохи для чергового повернення в Прем'єр-лігу, він зайняв у підсумку в першому дивізіоні 4-е місце, відставши на 5 очок від 2-го місця, яке давало право на підвищення в класі.

## Клубні кольори
| Жовтий | Зелений |

## Відомі гравці
- Тісір Аль-Антаїф
- Хаттан Бахебрі
- Александер Лопес
- Жозеф Н'До